# Gebel el-Zeit
Gebel el-Zeit è una località situata nel deserto orientale egiziano tra il Nilo ed il Mar Rosso importante per le sue risorse minerarie, tra cui la galena. 
Il sito ha restituito numerosi reperti, soprattutto ostraka (cocci scritti) risalenti al Medio Regno ed al Nuovo Regno. 
Da questa località proveniva, probabilmente, il bitume utilizzato nel processo di imbalsamazione dei cadaveri.